# Toni Ebner (1918-1981)
Toni Ebner, all'anagrafe Antonio, poi - dal 1972 - Anton (Aldino, 22 dicembre 1918 – Bolzano, 13 dicembre 1981), è stato un politico, editore e giornalista italiano, di madrelingua tedesca, Obmann della Südtiroler Volkspartei (presidente) per due mandati dal 1951 al 1952 e dal 1956 al 1957.

## Biografia
Laureato a Bologna in giurisprudenza nel 1943, nel 1944 sposò Martha Flies, nipote del canonico Michael Gamper, proprietario della casa editrice Athesia e del quotidiano locale Dolomiten, oltre che uno dei leader della resistenza antifascista ed antinazista in Alto Adige, di cui divenne il più stretto collaboratore.
Nel 1945 Ebner fu tra i fondatori della Südtiroler Volkspartei e ne divenne il primo segretario; nel partito ricoprì anche per due brevi periodi (1951-1952 e 1956-1957) la carica più importante, quella di Obmann.
Nel 1948 fu eletto alla Camera dei deputati e, nonostante fosse il più giovane deputato della I legislatura, entrò nell'ufficio di presidenza come segretario. Fu rieletto poi anche nel 1953 e nel 1958. Dal 1961 al 1964 sedette anche nel consiglio comunale di Bolzano come capogruppo della SVP.
Già prima dalla morte di Gamper, avvenuta nel 1956, Ebner era stato nominato, nel 1951 direttore della casa editrice Athesia; in seguito alla scomparsa del canonico lo divenne anche del quotidiano Dolomiten, e dal 1964 decise di dedicarvisi completamente, abbandonando la politica attiva. Sotto la sua guida, nel 1966-1967 la casa editrice costruì la propria sede nella zona industriale di Bolzano, con le successive espansioni nel 1975, 1979 e 1980 (con lo spostamento della redazione del Dolomiten presso la casa editrice).
Fu nominato membro del Consiglio di Stato il 2 ottobre 1981, ma morì poco più di due mesi più tardi.
Il figlio Toni gli successe alla guida della Dolomiten, mentre un altro figlio, Michl ha seguito le orme del padre in politica (è stato deputato ed europarlamentare per la SVP) ed è amministratore delegato di Athesia.